# 毛脉翅果菊
毛脉翅果菊（学名：Pterocypsela raddeana）是菊科翅果菊属的植物。分布于日本、朝鲜、中南半岛以及中国大陆的河北、吉林、甘肃、江西、河南、安徽、山西、福建、四川、山东等地，生长于海拔380米至2,240米的地区，一般生于灌丛中、潮湿处、山坡林缘以及田间，目前尚未由人工引种栽培。

## 异名
- Lactuca raddeana Maxim.